# De Haven (Schiff, 1942)
Die USS De Haven (DD-469), benannt nach Edwin De Haven, war ein Zerstörer der Fletcher-Klasse und stand 1942 und 1943 für wenige Monate im Dienst der United States Navy, bevor er am 1. Februar 1943 vor Savo Island von japanischen Flugzeugen versenkt wurde.

## Geschichte

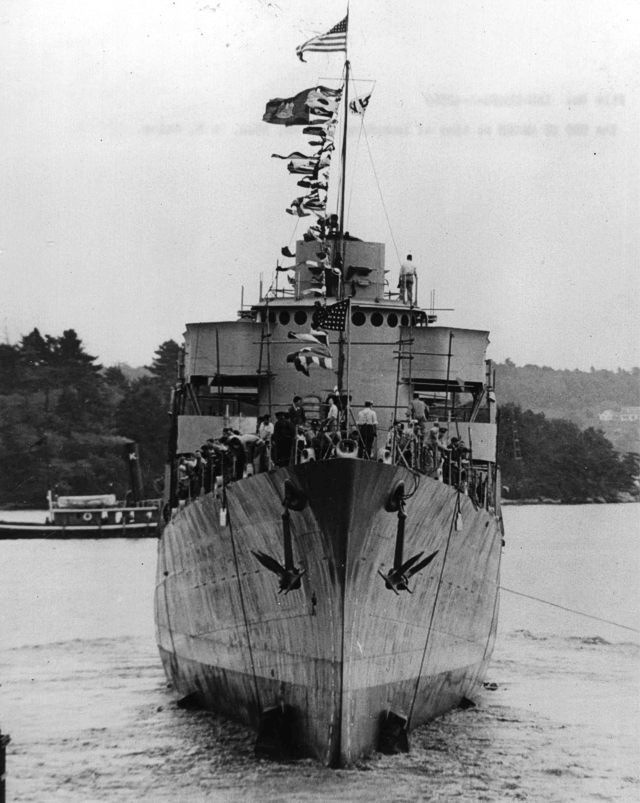
USS De Haven nach dem Stapellauf

Die USS De Haven wurde am 27. September 1941 bei Bath Iron Works in Bath, US-Bundesstaat Maine, auf Kiel gelegt. Nach der Taufe durch Miss Helen N. De Haven, die Enkelin des Namensgebers, lief der Zerstörer am 28. Juni 1942 vom Stapel und wurde am 21. September 1942 unter dem Kommando von Commander Charles E. Tolman bei der US-Marine in Dienst gestellt.
Nach ersten Erprobungsfahrten vor der Küste verließ die De Haven Norfolk Anfang November 1942, durchquerte den Panamakanal und traf am 28. November in Tongatapu ein. Von dort aus eskortierte sie vom 7. bis zum 14. Dezember einen Konvoi mit Verstärkung für die auf Guadalcanal kämpfenden Truppen, anschließend lief sie nach Espiritu Santo und Nouméa, um die Schlacht um die Salomonen zu unterstützen. Die De Haven patrouillierte in den Gewässern der südlichen Salomonen, um den Tokyo Express, die nächtlichen Versorgungsfahrten für die Japaner auf Guadalcanal zu stören und aufzuhalten. Im Januar 1943 war der Zerstörer an zwei Beschießungen japanischer Stellungen auf Kolombangara beteiligt.
Am 1. Februar 1943 sicherte die De Haven zusammen mit der Nicholas sechs Panzerlandungsboote und einen Seeflugzeugtender, die einen Brückenkopf bei Marovo auf Guadalcanal errichteten. Am Nachmittag des Tages begleitete der Zerstörer zwei Landungsfahrzeuge zurück zu ihrem Stützpunkt, als Luftalarm gegeben wurde. Neun unidentifizierte Flugzeuge wurden gesichtet, sechs davon griffen die De Haven an. Drei Angreifer konnten von der Luftabwehr des Zerstörers abgeschossen werden, allerdings konnten alle Flugzeuge ihre Bomben abwerfen. Drei Bomben trafen die De Haven, eine davon die Aufbauten und die Brücke, wobei der Kommandant sowie fast alle Offiziere des Schiffs getötet wurden. Ein weiterer Nahtreffer beschädigte das Schiff schwer. Schon nach dem ersten Bombentreffer fiel der Antrieb aus und der Zerstörer begann, Wasser aufzunehmen. Nach der Explosion des vorderen Magazins zerbrach die De Haven und sank innerhalb von Minuten auf 9° 12′ 57″ S, 159° 48′ 50″ O, einige Kilometer südlich von Savo Island. 157 Besatzungsmitglieder und 10 Offiziere wurden beim Angriff getötet, 38 weitere verwundet. Eines der begleitenden Panzerlandungsboote rettete die Überlebenden aus dem Wasser.
Für ihren Einsatz während des Zweiten Weltkriegs erhielt die De Haven einen Battle Star.